# Descent (videojuego)
Descent es un videojuego 3D de disparos en primera persona desarrollado por Parallax Software y publicado por Interplay Entertainment Corp.en 1995. El juego cuenta con seis grados de libertad de movimiento y obtuvo varios paquetes de expansión. Asimismo, dio lugar a dos secuelas directas: Descent II y Descent III.

## Argumento
El juego comienza con un encuentro entre un ejecutivo calvo anónimo (en los juegos posteriores es llamado Dravis) del Post Terran Mining Corporation (PTMC) y el jugador, un "Defensor Material" (revelado como MD1032 en las reuniones de información) contratado con carácter de mercenario para recopilar información sobre un virus informático que infecta a los robots que se utilizan para las operaciones mineras fuera de este mundo. 
El juego posee 27 etapas en total, y progresa a través del sistema solar, desde la Luna (primeras 3 etapas) hacia Venus y Mercurio (2 etapas cada uno), donde en la etapa 7 se debe derrotar a un robot jefe en lugar de destruir un reactor. Luego de esto, se sigue rumbo al exterior del sistema solar, partiendo de Marte y siguiendo el orden habitual para terminar en Caronte, satélite de Plutón. Además, el juego tiene tres etapas ocultas que se desarrollan en el cinturón de asteroides, a las cuales se accede mediante salidas alternativas ubicadas cada una en etapas específicas. 
Después de derrotar al robot jefe en Caronte, el Defensor Material es informado que no puede regresar a la estación base de la PTMC ubicada en la órbita de la Tierra, ya que existe la posibilidad de que su nave pueda estar infectada con el mismo virus que los robots derrotados.

## Jugabilidad
El juego requiere que el jugador vaya a través de laberintos de minas, mientras lucha contra los robots infectados por el virus. El jugador tiene el claro objetivo de encontrar y destruir el núcleo del reactor de cada mina, y escapar antes de que la mina sea destruida por la explosión provocada. Para obtener acceso al reactor, el jugador debe recoger las llaves azul, amarilla y roja ubicadas en cada mina. Como un objetivo opcional, el jugador también puede optar por rescatar a los trabajadores de PTMC que fueron tomados como rehenes por los robots infectados.
Descent también cuenta con un sistema de puntos complementarios. Los jugadores pueden ganar puntos por la destrucción de los robots enemigos, recogiendo power-ups, y detonar el reactor. Los puntos de bonificación se otorgan al final de cada nivel. Estos puntos de bonificación se basan en el escudo del jugador y contar con la energía, el nivel de habilidad jugado, y una combinación de recoger todos los rehenes y de manera segura el rescate.

## Desarrollo
Descent se ejecuta bajo DOS y es (con algunos ajustes) se pueden reproducir en PC basado en 386 a 33 MHz. Sin embargo, para la buena calidad de representación, con vista a pantalla completa y mejor hacer que la profundidad mínima, un 486 funcionando por lo menos a 66 MHz es necesario. Por la calidad de representación máxima, una CPU Pentium más rápida es necesario, con el lanzamiento del Pentium, los requisitos de rendimiento ya no eran un problema. Mientras que Descent en general funciona muy bien en PC con Windows 95, no es compatible con Windows XP. Descent fue portado a Apple Macintosh en 1996 y dos versiones de la red de apoyo de varios jugadores para jugar en una variedad de protocolos. Un port fue creado para la consola PlayStation de Sony.